# Tumba del profeta Ezequiel
La Tumba del Profeta Hazkiel, también conocida como la Tumba de Hazana (nombre popular) o Be Hazane (nombre judío), es un santuario en Amadiya en Irak,  y fue parte de la antigua sinagoga Knis Navi Yehezqel. La tumba es sagrada para los musulmanes, los cristianos y los judíos, aunque existen diferentes opiniones sobre la identidad de quién está en la bóveda de entierro.
La opinión del gobierno del Kurdistán iraquí es que el profeta bíblico Ezequiel está enterrado allí, y atribuye la bóveda del entierro a la época de Ezequiel, 500-700 aC. La sinagoga Knis Navi Yehezqel estaba dedicada a Ezequiel, pero los judíos no lo consideraban enterrado en Amadiyah.
Según la tradición popular es un profeta judío no muy conocido llamado Hazana, descrito por los lugareños como hijo de David o un nieto de José o simplemente como una figura olvidada, y que está asociado con la pureza y la fertilidad.
Según la tradición judía es el sitio de entierro de dos hermanos, Hazan David y Hazan Yosef, quienes fueron los primeros en establecerse en Amadiya (Hazan es en el judaísmo kurdo un título casi equivalente a Jajam o Rabino). Hazan David murió según la tradición en el 936 aC, y la sinagoga Knis Navi Yehezqel fue construida en 1250 aC, quizás en 1228 aC. Se hicieron peregrinaciones judías durante el festival de Shavuot.  Mordechai Zaken cree que la figura fundadora fue Hazan Yosef, quien era el hijo de Hazan David.